# Museo Arqueológico de Gandía
El Museo Arqueológico de Gandía está situado en Gandía. Se trata de un edificio que albergaba el antiguo Hospital de Sant Marc, hospital medieval de estilo gótico valenciano mandado construir por la familia Borja. Actualmente es un centro donde se muestra el patrimonio arqueológico de la comarca de la Safor y, especialmente, los materiales de la cueva del Parpalló.
En 1972, con la colaboración de la Diputación de Valencia, se inauguró oficialmente el Museo, conocido ahora por el acrónimo Maga, y está situado en el antiguo edificio del Hospital de San Marcos, en el extremo sureste del recinto amurallado medieval de la ciudad, en la ribera izquierda del río Alcoy.
El museo fue cerrado al público durante el período 1987 a 2003. En este periodo se han llevado a cabo trabajos de investigación, documentación y restauración de los fondos del museo.
Cuenta con una exposición permanente sobre la prehistoria comarcal, desde los primeros habitantes del Paleolítico hasta la Edad de Hierro. Alberga piezas de algunos de los principales yacimientos arqueológicos de Europa, como la Cova del Bolomor, la Cueva del Parpalló o la Cueva de las Maravillas.